# Северен отряд
Северният отряд е българско военно формирование, формирано по време на Сръбско-българската война (1885) с основно предназначение отбраната на Северозападна България с Видинската крепост.

## Формиране
Северният отряд е формиран на 25 октомври 1885 г. с приказ № 30 на княз Александър I Батенберг, съгласно който войските, които действат във Видинския и Ломпалански окръзи, носят названието „Северен отряд“ и непосредствено се подчиняват на Главната квартира на армията. Създаден е за отбрана на Северозападна България от връх Ком до устието на река Тимок. Командир е капитан Атанас Узунов.
Главният резерв на отряда (поручик Драганов) е сформиран на 1 ноември 1885 г.

## Състав
Поради широчината му отбранителният фронт на Северния отряд е разделен на 5 участъка:
- Видински участък (капитан Атанас Узунов) с 4970 войници и 31 оръдия, разделен на десен фланг, ляв фланг, летящ отряд и резерв;
- Бреговски участък (подпоручик Тодоров) с 1100 войници, отбранява направлението Брегово – Видин;
- Кулски участък (поручик Николаев) с 1200 войници, отбранява направлението с. Шишенци – с. Раковица;
- Белоградчишки участък, отбранява направлението с. Раковица – с. Чипровница и прохода Свети Никола;
- Берковски участък с 1000 войници, отбранява направлението с. Чипровница – Петрохански проход.

Към отряда са придадени 2 катера на Дунавската речна флотилия.
В състава на Главния резерв влизат 2-ра, 4-та и 5-а мирновременни роти от запасната дружина на 3-ти бдински полк, 1150 души от Ломското, 800 души от Берковското, 700 души от Белоградчишкото, 500 души от Кулското и 500 души от Кутлувското народно опълчение. Разполага се в района на селата Лагошевци, Шипот и Младиченци.
Летящият отряд (капитан Георги Тодоров) се състои от 4 запасни роти, ескадрон и батарея (1030 души с 6 оръдия). Също като Главния резерв се разполага в района на Лагошевци, Шипот и Младиченци.
Общо в състава на Северния отряд влизат 11 1/4 дружини, 1 1/2 ескадрони, 6 батареи с 14 861 души, 164 саби и 37 оръдия.

## Действия
Главният резерв и Летящият отряд са изтеглени назад. Имат задача да провеждат контраатаки от дълбочина към фронта на застрашените направления. По време на Сръбско-българската война Северният отряд успешно защитава Северозападна България. Проявява се при обсадата на Видин и боевете при Акчар. След края на войната е разформирован с Указ № 40 от 11 март 1886 година.